# Championnat d'Amérique du Nord, centrale et Caraïbe de football des moins de 17 ans 1994
 (septembre 2018).
Si vous disposez d'ouvrages ou d'articles de référence ou si vous connaissez des sites web de qualité traitant du thème abordé ici, merci de compléter l'article en donnant les références utiles à sa vérifiabilité et en les liant à la section « Notes et références ».
Navigation
Cuba 1992 Trinité-et-Tobago 1996
Le Championnat d'Amérique du Nord, centrale et Caraïbe de football des moins de 17 ans 1994 est la sixième édition du Championnat d'Amérique du Nord, centrale et Caraïbe de football des moins de 17 ans, qui se déroule au Salvador, du 15 août au 12 novembre 1994.

## Tour préliminaire
Ce tour préliminaire est destiné à la zone Caraïbe. Il s'agit de déterminer qui des cinq sélections ira au premier tour. Quatre places sont allouées.
| Rang | Équipe                     | Pts | J | G | N | P | Bp | Bc | Diff |  | Résultats                  |  |     |     |     |      |
| ---- | -------------------------- | --- | - | - | - | - | -- | -- | ---- |  | -------------------------- |  | --- | --- | --- | ---- |
| 1    | Jamaïque                   | 10  | 4 | 3 | 1 | 0 | 19 | 1  | +18  |  | Jamaïque                   |  | 1-1 | 1-0 | 1-0 | 16-0 |
| 2    | République dominicaine     | 10  | 4 | 3 | 1 | 0 | 11 | 2  | +9   |  | République dominicaine     |  |     |     | 2-0 | 7-1  |
| 3    | Trinité-et-Tobago          | 6   | 4 | 2 | 0 | 2 | 11 | 2  | +9   |  | Trinité-et-Tobago          |  | 0-1 |     | 3-0 | 8-0  |
| 4    | Antilles néerlandaises     | 3   | 4 | 1 | 0 | 3 | 12 | 6  | +6   |  | Antilles néerlandaises     |  |     |     |     | 12-0 |
| 5    | Saint-Christophe-et-Niévès | 0   | 4 | 0 | 0 | 4 | 1  | 43 | -42  |  | Saint-Christophe-et-Niévès |  |     |     |     |      |

## Premier tour

### Groupe A
| Rang | Équipe    | Pts | J | G | N | P | Bp | Bc | Diff |  | Résultats |     |  |     |      |
| ---- | --------- | --- | - | - | - | - | -- | -- | ---- |  | --------- | --- |  | --- | ---- |
| 1    | Canada    | 9   | 3 | 3 | 0 | 0 | 14 | 0  | +14  |  | Canada    |     |  |     | 10-0 |
| 2    | Salvador  | 4   | 3 | 1 | 1 | 1 | 4  | 5  | -1   |  | Salvador  | 0-2 |  | 1-1 | 3-2  |
| 3    | Jamaïque  | 4   | 3 | 1 | 1 | 1 | 3  | 4  | -1   |  | Jamaïque  | 0-2 |  |     |      |
| 4    | Nicaragua | 0   | 3 | 0 | 0 | 3 | 3  | 15 | -12  |  | Nicaragua |     |  | 1-2 |      |

### Groupe B
| Rang | Équipe                 | Pts | J | G | N | P | Bp | Bc | Diff |  | Résultats              |     |     |     |     |
| ---- | ---------------------- | --- | - | - | - | - | -- | -- | ---- |  | ---------------------- | --- | --- | --- | --- |
| 1    | Mexique                | 9   | 3 | 3 | 0 | 0 | 15 | 0  | +15  |  | Mexique                |     | 2-0 |     | 7-0 |
| 2    | République dominicaine | 3   | 3 | 1 | 0 | 2 | 4  | 4  | 0    |  | République dominicaine |     |     | 3-0 |     |
| 3    | Honduras               | 3   | 3 | 1 | 0 | 2 | 5  | 11 | -6   |  | Honduras               | 0-6 |     |     | 5-2 |
| 4    | Panama                 | 3   | 3 | 1 | 0 | 2 | 4  | 13 | -9   |  | Panama                 |     | 2-1 |     |     |

### Groupe C
| Rang | Équipe                 | Pts | J | G | N | P | Bp | Bc | Diff |  | Résultats              |     |     |     |     |
| ---- | ---------------------- | --- | - | - | - | - | -- | -- | ---- |  | ---------------------- | --- | --- | --- | --- |
| 1    | Costa Rica             | 9   | 3 | 3 | 0 | 0 | 16 | 2  | +14  |  | Costa Rica             |     | 4-1 | 7-1 |     |
| 2    | États-Unis             | 6   | 3 | 2 | 0 | 1 | 13 | 7  | +6   |  | États-Unis             |     |     |     | 7-0 |
| 3    | Trinité-et-Tobago      | 1   | 3 | 0 | 1 | 2 | 6  | 14 | -8   |  | Trinité-et-Tobago      |     | 3-5 |     |     |
| 4    | Antilles néerlandaises | 1   | 3 | 0 | 1 | 2 | 2  | 14 | -12  |  | Antilles néerlandaises | 0-5 |     | 2-2 |     |

## Tour final
| Classement final |            |     |   |   |   |   |    |    |      |
|                  | Équipe     | Pts | J | G | N | P | BP | BC | Diff |
| 1                | Costa Rica | 6   | 3 | 2 | 0 | 1 | 6  | 3  | +3   |
| 2                | États-Unis | 6   | 3 | 2 | 0 | 1 | 4  | 3  | +1   |
| 3                | Canada     | 3   | 3 | 1 | 0 | 2 | 2  | 4  | -2   |
| 4                | Mexique    | 3   | 3 | 1 | 0 | 2 | 2  | 4  | -2   |

| 8 novembre  | Costa Rica | 1 | 2 | États-Unis |
| 8 novembre  | Mexique    | 0 | 1 | Canada     |
| 10 novembre | États-Unis | 1 | 0 | Canada     |
| 10 novembre | Costa Rica | 2 | 0 | Mexique    |
| 12 novembre | Canada     | 1 | 3 | Costa Rica |
| 12 novembre | Mexique    | 2 | 1 | États-Unis |